# Mbangwe
Mbangwe (auch M’bahouin und Mbahouin) ist eine Bantusprache und wird von circa 5200 Menschen in Gabun und der Republik Kongo gesprochen (Zensus 2000). 
Sie ist in Gabun in der Provinz Haut-Ogooué südlich und westlich der Stadt Franceville mit circa 3690 Sprechern und in der Republik Kongo in der Region Lékoumou mit circa 1510 Sprechern verbreitet.

## Klassifikation
Mbangwe ist eine Nordwest-Bantusprache und gehört zur Kele-Gruppe, die als Guthrie-Zone B20 klassifiziert wird. 